# Rosa Santa
Rosa Santa är en ort i Mexiko.   Den ligger i kommunen Zitácuaro och delstaten Michoacán de Ocampo, i den södra delen av landet, 130 km väster om huvudstaden Mexico City. Rosa Santa ligger 2 181 meter över havet och antalet invånare är 155.
Terrängen runt Rosa Santa är huvudsakligen kuperad, men österut är den bergig. Terrängen runt Rosa Santa sluttar västerut. Runt Rosa Santa är det ganska tätbefolkat, med 90 invånare per kvadratkilometer. Närmaste större samhälle är Heróica Zitácuaro, 4,7 km norr om Rosa Santa. I omgivningarna runt Rosa Santa växer i huvudsak blandskog.